# Karancskeszi
Karancskeszi (szlovákul: Kosihy) község Nógrád vármegyében, a Salgótarjáni járásban.

## Fekvése
Salgótarjántól nyugatra fekszik, Karancslapujtő és Egyházasgerge között. Főutcája a 2205-ös utat és a 21-es főutat összekötő, Litke és Salgótarján között húzódó 2206-os út, a két végponti település közül Litkétől körülbelül 10, a megyeszékhelytől 12 kilométerre található. Karancskeszi a Novohrad-Nógrád UNESCO Globális Geopark települése.

## Története
Karancskeszi (Keszi) Árpád-kori település. Nevét 1227-ben említette először oklevél Kesyv írásmóddal.
Keszi a magyar Keszi törzs tagjairól elnevezett település. A falu első ismert birtokosai a Záh nemzetség tagjai voltak.
1227-ben az idevaló Osl fia Watha comest említi egy oklevél, aki rokonaival hozzájárult Hartyán eladásához.
1262-ben már egyházas hely volt, ekkor Szent Mihályról elnevezett templomát és papját is említik.
1330-ban a korábban Csák Máté szolgálatában álló, Záh nemzetségből származó Felicián merényletet kísérelt meg Károly Róbert király és családja ellen, mely tettéért az agg Felicián életével fizetett. Családját harmadíziglen kiirtották, birtokait elkobozták.
1332-ben a pápai tizedjegyzék szerint papja 6 garas pápai tizedet fizetett.
1335-ben Károly Róbert király a Záh nemzetséghez tartozó Felicián merénylete miatt az e nemzetséghez tartozó Kesziek birtokait is elkobozta, és Ákos nemzetséghez tartozó Celen fia Sándor fia Jánosnak adta Keszit és Falkostelkét.
1548-ban Géczey László, Székely Simon és Ferenc, valamint Tarnóczy Sebestyén volt a földesura, majd 1558-ban Berényi András, Zerdahelyi István, Pelinyi Bálint és Muraközy Mátyás nyertek e helységben részjószágokat Ferdinánd királytól.
1598-ban és 1651-ben Mocsáry Gergely volt a földesura, de mivel a falu a hódoltsághoz tartozott, a hatvani agának is adózott.
1715-ben 15, 1720-ban 19 magyar háztartást vettek itt fel az összeírásba. 1740-ben a Mocsáry, Bene és a Holecz családok, 1770-ben több birtokosa is volt, köztük: gróf Berényi, Jakabfalvy, Szent-Ivány, Bene, Mocsáry családok, 1826-ban pedig Losonczi Gyürky István özvegye, Básthy Dánielné, Jakabfalvy Miklós özvegye, Horváth Antal és Bakó Gábor.
1831-ben, augusztus havában nagy kolerajárvány tört ki a településen, melynek 97-en estek áldozatul, 1873-ban pedig 85-en.
Az 1900-as évek elején Mocsáry Ödön, Székely Albert, Kóczán Miklós, Mocsáry Miklós, gróf Pejacsevich Mikó Endre és Striss Ferenc volt a nagyobb birtokosa.
A róm. kath. plebánia 1332-1337-ben már fennállott. A helység régi, csúcsíves templomát 1748-ban alakították át, s ezzel eredeti jellegéből kiforgatták. A községben egy gőzmalom van üzemben. Ide tartoznak: Kutas-, Bánya-, Betekincs-, Büdöskút-, Hólya-, Lászlóvölgy-, Lyukvölgy-, Poklyos-, Sötétlápa-, Szandaalja-, Szőlőkalja-, Szőlőkút-, Tutucska és Völgyfő puszták és Gizellamajor, Karancsság.
A 20. század elején Karancskeszi Nógrád vármegye Salgótarjáni járásához tartozott.
1910-ben 1305 lakosa volt, melyből 1302 magyar volt. Ebből 1249 római katolikus, 41 evangélikus, 1 izraelita volt.

## Közélete

### Polgármesterei
| Polgármester | Polgármester           | Polgármester | Megjegyzés                         |
| ------------ | ---------------------- | ------------ | ---------------------------------- |
| 1990–1994    | Verseginé László Lídia | független    |                                    |
| 1994–1998    | Verseginé László Lídia | független    |                                    |
| 1998–2002    | Dr. Imre Sándorné      | független    |                                    |
| 2002–2006    | Zsidai Gyula           | független    |                                    |
| 2006–2010    | Kurunczi István        | független    |                                    |
| 2010–2014    | Kurunczi István        | független    |                                    |
| 2014–2015    | Kurunczi István        | független    | hivatalában elhunyt                |
| 2016–2019    | Királyhegyi Gyula      | független    | Időközi választás 2016. március 6. |
| 2019–2024    | Királyhegyi Gyula      | független    |                                    |
| 2024–        | Varga Tamás            | független    |                                    |

## Népesség
A település népességének változása:
| Lakosok száma | 1905 | 1914 | 1877 | 1693 | 1623 | 1670 | 1638 |
|               | 2013 | 2014 | 2015 | 2021 | 2022 | 2023 | 2024 |

2001-ben a település lakosságának 95%-a magyar, 4%-a cigány és 1%-a egyéb nemzetiségűnek vallotta magát.
A 2011-es népszámlálás során a lakosok 91,1%-a magyarnak, 15% cigánynak, 0,6% németnek, 0,2% románnak, 0,3% szlováknak mondta magát (8,8% nem nyilatkozott; a kettős identitások miatt a végösszeg nagyobb lehet 100%-nál). A vallási megoszlás a következő volt: római katolikus 60,7%, református 1,2%, evangélikus 0,5%, felekezeten kívüli 14,5% (21,9% nem nyilatkozott).
2022-ben a lakosság 91,6%-a vallotta magát magyarnak, 7,5% cigánynak, 0,4% németnek, 0,2% szlováknak, 0,2% románnak, 0,1-0,1% ruszinnak, szlovénnak és lengyelnek, 1,2% egyéb, nem hazai nemzetiségűnek (8,3% nem nyilatkozott; a kettős identitások miatt a végösszeg nagyobb lehet 100%-nál). Vallásuk szerint 44,7% volt római katolikus, 1,1% református, 0,3% evangélikus, 0,2% görög katolikus, 1,7% egyéb keresztény, 0,7% egyéb katolikus, 13,4% felekezeten kívüli (37,8% nem válaszolt).

## Egészségügyi ellátás
A településen háziorvosi rendelő, védőnői szolgálat és fiókgyógyszertár működik.

## Nevezetességei
- Római katolikus templom
- Záhorszky-Prónai kúria

## Külső hivatkozások
- Karancskeszi weboldala
- A Novohrad-Nógrád UNESCO Globális Geopark települései